# Adémaï aviateur
Pour plus de détails, voir Fiche technique et Distribution.
Adémaï aviateur est un film français réalisé par Jean Tarride en 1933, sorti en salles le 12 octobre 1934.
Il s'agit du troisième des quatre films dans lesquels Noël-Noël incarne son personnage d'Adémaï dans une série de cinq films.

## Synopsis
Adémaï est fiancé de force à la fille du fermier. Il cherche en vain à s'en débarrasser et, de guerre lasse, s'enfuit dans un avion avec son camarade Mechelet qu'il croit instructeur. Pendant trois jours et trois nuits, les malheureux tournent en circuit fermé battant ainsi le record du monde.

## Fiche technique
- Réalisation : Jean Tarride
- Scénario, adaptation, dialogues : Paul Colline
- Images : Fédote Bourgassoff, Jean P. Goreaud
- Musique : Paul May, Michel Levine, dirigée par Pierre Chagnon
- Lyrics : Paul May
- Son : Joseph de Bretagne
- Montage : Léonide Moguy
- Production : Vandor-Films
- Directeur de production : Constantin Geftman
- Tournage en novembre et décembre 1933
- Format :  Noir et blanc - 1,37:1 - 35 mm - Son mono - Rapport de forme : sphérique
- Pays d'origine :  France
- Durée : 80 minutes
- Genre : Comédie
- Date de sortie :
  - France : 12 octobre 1934

## Distribution
- Fernandel : Mechelet, le camarade d'Adémaï
- Noël-Noël : Adémaï
- Junie Astor : Marguerite
- Sylvia Bataille : Marie-Jeanne
- Paul Asselin : le commandant
- Madeleine Guitty : Mme Morlot
- Barencey : le père Morlot
- André Nicolle : le colonel
- Paul Azaïs : l'adjudant
- Teddy Michaud : un aviateur
- Anna Lefeuvrier : la mère Pernelle
- Roger Legris : un aviateur
- Pierre Ferval
- Jean Rousselière : Lucas
- Alex Bernard : le docteur
- Henry Leveque : un aviateur